# Карев, Никола
Никола Янакиев Карев (болг. Никола Янакиев Карев; 11 (23) ноября 1877, Крушево — 14 (27) апреля 1905, Райчаны) — македонский революционер балканского происхождения, тесный социалист, деятель македонско-одринской революционной организации, участник илинденского восстания и руководитель Крушевской республики. Погиб 27 апреля 1905 года в бою с турками близ Райчаны (ныне Северная Македония).